# Larserbos

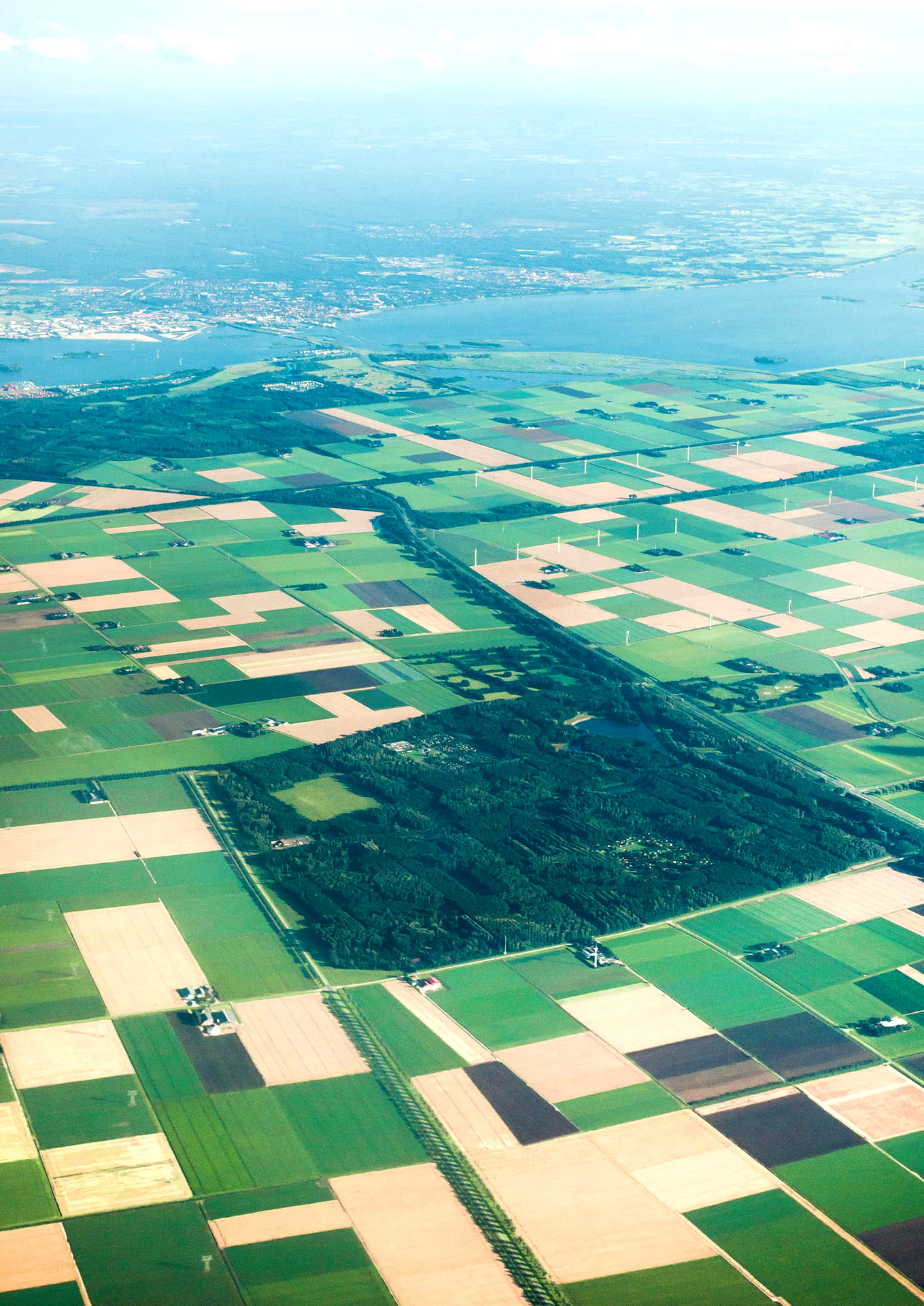

Het Larserbos is een aangelegd broekbos in Oostelijk Flevoland.
Halverwege de provinciale weg 302 tussen Lelystad en Harderwijk, ligt het bos er ten noordoosten van.

## Geschiedenis
Tussen 1966 en 1970 is het eerste deel als proef aangelegd op 10 ha – sinds 1957 drooggevallen – verse klei. In de jaren daarna is het bos uitgebreid naar 204 ha (ongeveer 1500 x 1500 meter). Aan de zuidzijde ligt nog een stuk van 500 x 500 meter.
Oorspronkelijk had het een bos bij het niet gerealiseerde dorp Larsen moeten behoren. Waarmee het uiteindelijk een dorpsbos zonder dorp is geworden.
Via de Larservaartstrook – die parallel aan de N302 loopt – is een verbinding gemaakt met in het noorden Natuurpark Lelystad en in het zuiden het Harderbos. De Larservaartstrook is de lintbegroeiing langs de vanaf het zuidoosten komende Larsertocht die bij het Larserbos overgaat in de Larservaart.

## Inrichting
Het bos is een elzenbroekbos voorzien van wandel- en fietspaden. Aan de zuidzijde zijn enkele vennetjes met strandjes aangelegd.
Op twee plekken is een groep recreatie-woningen gerealiseerd.

## Flora en fauna
Het bos is rijk aan ongeveer 45 vogelsoorten en enkele bijzondere vegetaties. Ook zijn er bevers.